# ヴァレオ

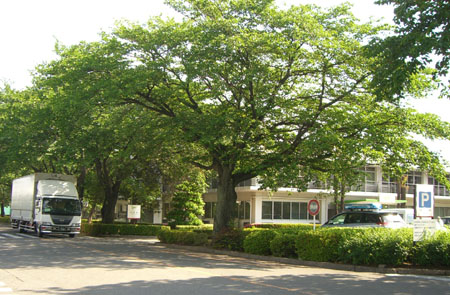
ヴァレオ日本子会社、（株）ヴァレオジャパン 江南工場（埼玉県）

ヴァレオ (フランス語: Valeo S.A.) は、フランス・パリに本拠を置く自動車部品メーカー。CO2 排出量の削減と直観的なドライビングの発展に貢献する革新的な製品とシステムを世界の自動車メーカーに提供している。

## 歴史
1923年にイギリスのフェロド社 (Ferodo) のフランス支社 (S.A. Française du Ferodo) がパリ郊外のセーヌ＝サン＝ドニ県サン・トゥーアン (Saint-Ouen) に設立され、イギリス本社からのブレーキ・ライニングやクラッチのパッドの販売を始めた。これが後にヴァレオ社となり、特に1960年代から急速に業務を拡大し、ブレーキ・システム（1961年）、空調システム（1962年）、電子部品（1963年）、ライティング（1970年）、電装部品（1978年）の製造・販売を始めている。
1980年5月28日には社名に「ヴァレオ」を採用。これはラテン語で「私は元気です」（フランス語：Je vais bien., 英語：I am well.）という意味で、その頃イタリア支社で使っていた用語である。
1980年代より国際展開を加速し、積極的な企業買収で自動車部品業界の主要メーカーの一社となる。1985年、ヴァレオグループの拠点として、日本の統括事務所としてヴァレオジャパンを設立した。
2000年に、（株）ゼクセルヴァレオクライメートコントロール、ヴァレオゼクセルエンジンクーリング（株）、ヴァレオユニシアトランスミッション（株）の三社を合弁で設立し日本での事業を拡大するとともに、市光工業（株）と自動車用ランプ事業で事業提携を結んだ。
2011年、ヴァレオは日本の自動車部品サプライヤーのナイルスを取得し、インテリアコントロール市場でも世界的なリーダーとなった。

## 組織
ヴァレオは世界32カ国に155カ所の工場、16カ所の研究センター、58カ所の開発センター、15カ所の物流センターを構え、91,800人の社員を擁している（2016年12月現在）
ヴァレオには、4つのビジネスグループがあり、さらに16のプロダクトグループに分かれてOEMとアフターマーケットに製品を供給している。
1. パワートレインシステムビジネスグループ
  - エレクトリカルシステム
  - トランスミッションシステム
  - エンジンマネジメントシステム
  - エアマネジメントシステム
  - ハイブリッド＆電気自動車システム
2. サーマルシステムビジネスグループ
  - クライメートコントロール
  - パワートレイン・サーマルシステムズ
  - コンプレッサー
  - フロントエンドモジュール
3. コンフォート＆ドライビングアシスタンスビジネスグループ
  - ドライビングアシスタンス
  - インテリアコントロール
  - インテリアエレクトロニクス
4. ビジビリティシステムビジネスグループ
  - ライティングシステム
  - ワイパーシステム

2013年のグループ全体の売り上げのうち、49%がヨーロッパ・アフリカ、20%が北米、28%がアジアその他で、3%が南米である。

## 社長
- ノエル・グタール (Noël Goutard)：1987年～2000年5月
- アンドレ・ナヴァリ (André Navarri)：2000年5月～2001年2月
- ティエリ・モラン (Thierry Morin)：2001年2月～2009年3月
- ジャック・アシェンブロワ (Jacques Aschenbroich)：2009年3月～

## 5つの基本理念
世界のヴァレオグループで実践されている５つの基本理念は、ヴァレオの経営文化の礎石である。この最終目標は、コスト、クオリティ、デリバリーにおけるオペレーショナル・エクセレンスによるトータルな顧客満足である。たゆまぬ改善と、”right first time”(最初から正しく)に導かれた方法論が、全事業所で厳格に実施される。
- 全員参加
- 生産システムの統合
- たゆまぬ技術革新
- サプライヤーとの相互協力
- トータルクオリティ

## 顧客
ヴァレオは世界の自動車会社を主な顧客としており、その中でも主な顧客先は
- ダイムラー、クライスラー、フィアット、フォード、GM、ホンダ、イラン・コドロル (Iran Khodrol)、ポルシェ、PSA・プジョーシトロエン、ルノー、日産、現代自動車、タタ・モーターズ、トヨタ、フォルクスワーゲン-アウディ-セアト-シュコダ・グループ、BMW
- ヴァレオジャパンの顧客先：いすゞ、スズキ、日産、UDトラックス（旧:日産ディーゼル）、スバル、トヨタ、ホンダ、マツダ、三菱自動車、三菱ふそう、その他建機メーカー

### 売り上げ推移
- 2011：€10,868,000,000
- 2012：€11,759,000,000
- 2013：€12,110,000,000
- 2016：€16,500,000,000

### 製品分野別の売り上げ
- パワートレインシステムビジネスグループ：28 %
- サーマルシステムビジネスグループ：28 %
- コンフォート＆ドライビングアシスタンスビジネスグループ：18 %
- ビジビリティシステムビジネスグループ：26 %

## 株式市場データ
ヴァレオはユーロネクスト・パリに上場しており、CAC40銘柄に採用されている。コード番号 (Code ISIN) はFR0000130338。
- 株式数：79,462,540株
- 配当：1株当り1.70ユーロ (2013)

## 参照

### 東アジア

#### 日本
日本におけるヴァレオグループは、株式会社ヴァレオジャパン(Valeo Japan Co., Ltd.) 、2000年4月に設立した合弁会社（ヴァレオ66%/、日立製作所34%）であるヴァレオユニシアトランスミッション株式会社の2社からなる。2社で、日本国内に9カ所の生産拠点、3カ所の研究開発センターを構え、約2,800人の従業員を擁している。2013年11月1日付で、100％子会社であるナイルス株式会社を合併した。
（株）ヴァレオジャパンの主な事業所は、東京本社、江南工場（埼玉県）、邑楽工場（群馬県）、安中工場（群馬県）、九州工場（福岡県）、中津工場（大分県）、つくばテクノセンター（茨城県）、茨城工場（茨城県）、城南工場（茨城県）、秋田工場（秋田県）である。
江南工場：埼玉県熊谷市千代39（JR熊谷駅からタクシーで約15分）
1970年稼動。ヂーゼル機器株式会社（1939年設立）が1958年から自動車用空調機器（ロータリーコンプレッサー）の製造・販売を始め、1990年にはゼクセル (ZEXEL) と社名を変え、その後2000年に合弁事業としてヴァレオグループが40％資本参加してゼクセルヴァレオクライメートコントロールを設立。2005年4月にはヴァレオグループの100%子会社となり、同年11月に（株）ヴァレオサーマルシステムズに社名変更。2011年4月に（株）ヴァレオジャパンに社名変更。
邑楽（おうら）工場：群馬県邑楽郡邑楽町篠塚1538
株式会社不二製作所として1933年に操業開始し、その後1948年に株式会社玉製作所と社名変更され、さらに2001年12月株式会社ゼクセルヴァレオクライメートコントロールの邑楽工場となる。現在は（株）ヴァレオジャパン　邑楽工場。
また、ヴァレオは自動車用ランプ事業において市光工業と資本・事業提携し、日本におけるアフターマーケット製品の販売においてPIAA（当時市光工業の完全子会社）とビジネスパートナーシップを締結しており、2017年1月には子会社を通じて市光工業を子会社化している。ただしPIAAは後の2024年に経営資源をライティング事業に集中させるという方針を市光工業が出したことに伴い宇佐美鉱油に売却され、ヴァレオの傘下からも離脱している。